# اعتداءات إيران وحزب الله اللبناني على أفراد السفارة السعودية في تركيا
حصلت اشتباكات عنيفة في مدينة مكة المكرمة أثناء موسم حج عام 1407هـ الموافق لـ1987م، بين مجموعة من الحجاج الشيعة -غالبيتهم إيرانيون- وقوات الأمن السعودية وانتقامًا لذلك قام حزب الله بالتعاون مع إيران بقتل السكرتير الثاني بالعاصمة التركية عبد الغني البديوي. وبعد ذلك بعامين فجر موقعين في مكة المكرمة عام 1409هـ الموافق لـ 1989م ثم قبضت السلطات السعودية على عدد من المتورطين الذين اتضح أنهم 20 حاجًا كويتيًا، اتهم منهم 16 بتدبير التفجير وصدر قرار إعدامهم، وأعدموا في 20 صفر 1410هـ الموافق لـ 21 سبتمبر 1989م، غضب الإيرانييون وحزب الله فانتقموا بتفجير آخر استهدف محاسبًا ماليُا سعوديًا يعمل في السفارة السعودية في تركيا يدعى عبد الرحمن الشريوي.
وتفاصيل الأحداث كالتالي:

## اغتيال السكرتير الثاني في السفارة السعودية في تركيا
في 16 ربيع الأول من عام 1408هـ الموافق لـ 26 أكتوبر 1988م، اغتيل السكرتير الثاني بالسفارة السعودية في العاصمة التركية أنقرة عبد الغني بن عبد الحميد بديوي، إثر إطلاق الرشاشات عليه عند العاشرة مساء، وهو يصعد الدرجات المؤدية إلى منزله في حي كانكايا السكني، الذي يقع فيه مقر رئاسة الجمهورية ومنزل رئيس الوزراء التركي تبنى هذا الاغتيال جماعة تدعى الجهاد الإسلامي -انحلت وأصبحت تحت حزب الله اللبناني لاحقًا-

## محاولة اغتيال موظف سعودي في السفارة التركية
بعد أقل من شهر من إعدام الكويتيين المتهمين في حادثة الحرم المكي، وفي 17 ربيع الأول من عام 1410هـ الموافق لـ 16 أكتوبر 1989م، تعرض المحاسب المالي في سفارة المملكة العربية السعودية بتركيا السعودي عبد الرحمن الشريوي إلي محاولة اغتيال فاشلة إثر انفجار سيارته في الوقت الذي أدار فيه المحرك لتشغيله وكانت العبوة الناسفة قد ثبتت في سيارة المجني عليه قبل ذلك. وحسب أقوال الشرطة التركية أن الانفجار حصل في الساعة 9:50 صباحًا عندما استقل الشريوي سيارته المرسيدس البنز الخضراء الراكنة قرب مكتب الملحق العسكري السعودي في حي كانكايا الراقي. وما إن أدار مفتاح التشغيل حتى قذفته قوة التفجير خارج السيارة مما أدى إلى انقاذ حياته، ولكنه اصيب اصابات بالغة، فقد على إثرها أحد ساقيه في مكان الحادث، بينما بترت ساقه الأخرى في المستشفى بعدما فُقد الأمل في شفائها.

## محاولة اغتيال دبلوماسي سعودي آخر في تركيا
في 17 جمادى الآخرة 1410هـ الموافق لـ 14 يناير 1990م، وبنفس الأسلوب الذي انتهج في محاولة اغتيال الشريوي تم زراعة عبوة ناسفة تحت سيارة الدبلوماسي السعودي عبد الرزاق كشميري لكنه نجى من التفجير بلا أي إصابات.

## معرفة القاتل والمفجر
عُرف القاتل وهو تركي اسمه فرحان أوزمين (بالتركية:ferhan özmen) من مواليد 1964م وأصله من شرق تركيا من محافظة سيواس حيث استطاعت إيران وجماعة الجهاد الإسلامي -المنضوية تحت حزب الله الآن- تجنيده وتدريبه كانت العمليات السابقة بإيعاز من إيران وحزب الله، إلا أنه ومن تلقاء نفسه بدأ بعمليات إرهابية أخرى فقتل عددًا من أساتذة الجامعة الأتراك، قرر الإيرانيون الدخول على الخط ثانيةً والاستفادة منه فدعموه باثنين آخرين وهما نجدت يوكسل (بالتركية:Necdet Yüksel) وأوز ديمر (بالتركية:oğuz demir)، وبنفس الأساليب السابقة وفي يوم الاثنين 20 ربيع الثاني 1412هـ الموافق لـ 28 أكتوبر 1991م قاموا بزراعة قنابل ناسفة في سيارة موظف في السفارة الأمريكية يدعى فيكتور مارويك -30 عامًا آنذاك- (بالإنجليزية:victor Marwick) مانتج عنه مقتله على الفور وفي نفس اليوم زرعوا أيضًا قنبلة في سيارة موظف في السفارة المصرية يدعى عبد الله حسين القربي مانتج عنه إصابته بإصابة بالغة وسبب إستهدافهم لموظف السفارة المصرية هو محاولة لمعاقبة مصر بسبب علاقتها بالولايات المتحدة وفي نفس اليوم أيضًا وبنفس الطريقة قتلوا ضابطين أمريكيين في القوات الجوية الأمريكية -حيث أن هناك قاعدتين جويتين أمريكيتين في تركيا هما قاعدة أنجرليك وأزمير-، ولم يتوقف فرحان أوزمين ورفاقه عند هذا الحد بل بنفس الأسلوب استهدفوا موظفًا في السفارة الهندية ثم السفارة اليوغسلافية- تفككت يوغوسلافيا لاحقًا لعدة دول - إلا أن الاثنين نجيا من التفجيرات بلا أي إصابات تذكر، استمر أوزمين وعصابته في التفجيرات والقتل حتى اعتقل وحوكم عام 2005 م وحكم عليه هو ورفاقه بالسجن المؤبد.